# Fire on the Amazon
Fire on the Amazon (titulada en castellano Fuego en el Amazonas en España y Fuego en las amazonas en Hispanoamérica) es un drama de bajo coste lanzado en 1993 en Estados Unidos. Protagonizado por Craig Sheffer y Sandra Bullock. Dirigido por Luis Llosa. No estrenado en salas comerciales, sólo en televisión.

## Argumento
Tras el asesinato de Rafael Santos, carismático líder del movimiento indio antidesforestación del Amazonas, un intrépido y comprometido reportero estadounidense (Craig Sheffer) quiere escribir una historia, porque está convencido de que la policía está implicada en la deforestación de la zona y en el encubrimiento del asesinato de Santos.
Alyssa Rothman (Sandra Bullock), una ambientalista que vive en la zona boliviana del Amazonas afectada por la deforestación, ayuda al periodista a investigar sobre el caso. Juntos se enfrentarán con la policía y también con los poderosos grupos de taladores de bosques, dispuestos a todo antes de abandonar su lucrativo negocio.

## Recepción crítica y comercial
Según la página de Internet Rotten Tomatoes carece de calificación porcentual debido a la falta de comentarios.
Cabe destacar el comentario de Scott Weinberg:

"Chicos, confiad en mi, por el pequeño botín que muestra Sandra Bullock en la película no vale la pena hacer el esfuerzo de verla".
Scott Weinberg, crítico de cine.